# Llista de topònims de Riumors
Llista de topònims (noms propis de lloc) del municipi de Riumors, a l'Alt Empordà
Informació actualitzada per un bot. Els canvis manuals es perdran quan s'actualitzi!

## granja
| imatge | Nom                 | Ubicat a | instància de | Detalls | coordenades                                                         | Protecció | Commons (més fotos) | Dades a WD                    |
| ------ | ------------------- | -------- | ------------ | ------- | ------------------------------------------------------------------- | --------- | ------------------- | ----------------------------- |
|        | Granja d'en Paulí   | Riumors  | granja       |         | 42° 13′ 26″ N, 3° 02′ 25″ E / 42.2237751557006°N,3.04039898359051°E |           |                     | Modifica les dades a Wikidata |
|        | Granja d'en Pedrosa | Riumors  | granja       |         | 42° 13′ 33″ N, 3° 02′ 20″ E / 42.2258111014548°N,3.03889769167655°E |           |                     | Modifica les dades a Wikidata |

## masia
| imatge | Nom                   | Ubicat a | instància de | Detalls | coordenades                                                         | Protecció | Commons (més fotos) | Dades a WD                    |
| ------ | --------------------- | -------- | ------------ | ------- | ------------------------------------------------------------------- | --------- | ------------------- | ----------------------------- |
|        | Casa de l'Arròs Vella | Riumors  | masia        |         | 42° 12′ 51″ N, 3° 03′ 42″ E / 42.2142821075571°N,3.06153440455365°E |           |                     | Modifica les dades a Wikidata |
|        | Mas Llorenç           | Riumors  | masia        |         | 42° 12′ 42″ N, 3° 02′ 02″ E / 42.21155556°N,3.03396583°E            |           |                     | Modifica les dades a Wikidata |
|        | Mas Solladors         | Riumors  | masia        |         | 42° 12′ 59″ N, 3° 02′ 03″ E / 42.21643611°N,3.03423528°E            |           |                     | Modifica les dades a Wikidata |
|        | Mas d'en Batlle       | Riumors  | masia        |         | 42° 13′ 18″ N, 3° 01′ 41″ E / 42.2218°N,3.02798°E                   |           |                     | Modifica les dades a Wikidata |

## pont
| imatge | Nom            | Ubicat a | instància de | Detalls | coordenades                                                         | Protecció | Commons (més fotos) | Dades a WD                    |
| ------ | -------------- | -------- | ------------ | ------- | ------------------------------------------------------------------- | --------- | ------------------- | ----------------------------- |
|        | Pont Trencat   | Riumors  | pont         |         | 42° 13′ 22″ N, 3° 02′ 55″ E / 42.2227361906842°N,3.04873486726321°E |           |                     | Modifica les dades a Wikidata |
|        | Pont de Rajols | Riumors  | pont         |         | 42° 13′ 12″ N, 3° 02′ 44″ E / 42.2199275633302°N,3.04546124285461°E |           |                     | Modifica les dades a Wikidata |

## Misc
| imatge | Nom                             | Ubicat a       | instància de                                                                   | Detalls                     | coordenades                                                         | Protecció                                  | Commons (més fotos)             | Dades a WD                    |
| ------ | ------------------------------- | -------------- | ------------------------------------------------------------------------------ | --------------------------- | ------------------------------------------------------------------- | ------------------------------------------ | ------------------------------- | ----------------------------- |
|        | Palacio Petit de la Casa Xatmar | Riumors        | casa                                                                           | Estil: arquitectura popular | 42° 13′ 36″ N, 3° 02′ 33″ E / 42.226668°N,3.042548°E 4 msnm         | bé integrant del patrimoni cultural català | Palacio Petit de la Casa Xatmar | Modifica les dades a Wikidata |
|        | Riumors                         | Riumors        | entitat singular de població ens local històric de Catalunya capital municipal | 264 hab                     | 42° 13′ 38″ N, 3° 02′ 31″ E / 42.22726°N,3.0419°E 6 msnm            |                                            |                                 | Modifica les dades a Wikidata |
|        | Sant Mamet de Riumors           | Riumors        | església                                                                       | Estil: arquitectura popular | 42° 13′ 39″ N, 3° 02′ 32″ E / 42.2275°N,3.04229°E                   | bé integrant del patrimoni cultural català | Sant Mamet de Riumors           | Modifica les dades a Wikidata |
|        | casa consistorial de Riumors    | Riumors        | casa consistorial                                                              |                             | 42° 13′ 37″ N, 3° 02′ 35″ E / 42.2268441°N,3.0431813°E              |                                            |                                 | Modifica les dades a Wikidata |
|        | cobert dels Aiats               | Riumors        | cabana                                                                         |                             | 42° 13′ 51″ N, 3° 02′ 31″ E / 42.2307634712711°N,3.04201521442144°E |                                            |                                 | Modifica les dades a Wikidata |
|        | estany Robert                   | Fortià Riumors | zona humida                                                                    |                             | 42° 13′ 42″ N, 3° 01′ 47″ E / 42.2282°N,3.0298°E                    |                                            |                                 | Modifica les dades a Wikidata |